# Нсиала, Клинтон
Клинтон Нсиала-Макенго (фр. Clinton Nsiala-Makengo; род. 17 января 2004, Рен) — французский футболист, защитник клуба «Рейнджерс».

## Клубная карьера
Нсиала — воспитанник клубов «Брекиньи», «Нант» и итальянского «Милан». В 2023 году игрок был включён в заявку на сезон последних. В 2024 году Нсиала подписал контракт с шотландским «Рейнджерс», где начал выступать за молодёжный и дублирующий составы. 9 января 2025 года в матче против «Данди» он дебютировал в шотландской Премьер-лиге. 19 января в поединке Кубка Шотландии против «Фрейсбурга» Клинтон забил свой первый гол за «Рейнджерс». 